# Кубок Испании по футболу 1964/1965
Кубок Испании по футболу 1964/1965 — 61-й розыгрыш Кубка Испании по футболу выиграл Атлетико Мадрид. Этот кубок стал третьим в истории команды.
Соревнование прошло в период с 15 ноября 1964 по 4 июля 1965 года.

## Результаты матчей

### 1/4 финала
| Команда 1     | Итог | Команда 2       | 1-й матч | 2-й матч |
| ------------- | ---- | --------------- | -------- | -------- |
| Сарагоса      | 7:4  | Барселона       | 6:4      | 1:0      |
| Понтеведра    | 0:4  | Атлетик Бильбао | 0:3      | 0:1      |
| Реал Сосьедад | 3:2  | Спортинг Хихон  | 3:2      | 0:0      |
| Валенсия      | 0:3  | Атлетико Мадрид | 0:1      | 0:2      |

### 1/2 финала
| Команда 1       | Итог | Команда 2       | 1-й матч | 2-й матч |
| --------------- | ---- | --------------- | -------- | -------- |
| Сарагоса        | 11:4 | Атлетик Бильбао | 8:1      | 3:3      |
| Атлетико Мадрид | 7:2  | Реал Сосьедад   | 5:0      | 2:2      |

### Финал
| 4 июля, 1965    | \| Атлетико Мадрид \| 1:0 \| Сарагоса \| \| Кардона 65′ \| Голы \| \| | Сантьяго Бернабеу, Мадрид Зрителей: 90 000 |
| Атлетико Мадрид | 1:0                                                                   | Сарагоса                                   |
| Кардона 65′     | Голы                                                                  |                                            |